# C.W. Thornthwaite
Charles Warren Thornthwaite, född den 7 mars 1899 i Bay City, Michigan, död den 11 juni 1963 i Arlington, Virginia var en amerikansk geograf och klimatolog. Han är bäst känd för att ha utvecklat ett klimatklassifikationssystem 1948, vilket fortfarande används, och för sina noggranna beräkningar av potentiell evapotranspiration.
Han var professor i klimatologi vid Johns Hopkins University 1947-1955, docent vid Drexel Institute of Technology 1954-1959 och ordförande för World Meteorological Organizations klimatkommission 1950 och 1953.